# Mount Fedallah
Mount Fedallah ist ein 1250 m hoher Berg im Grahamland auf der Antarktischen Halbinsel. Er ragt östlich der Pip-Kliffs an der Nordflanke des Flask-Gletschers auf.
Das UK Antarctic Place-Names Committee benannte ihn 1987 nach einem Besatzungsmitglieds der Pequod in Herman Melvilles 1851 veröffentlichtem Roman Moby-Dick.